# Caarapó
Caarapó és un municipi brasiler situat a l'estat de Mato Grosso do Sul. Segons les dades de l'IBGE, al cens del 2007 Caarapó tenia 22.723 habitants, i la superfície és de 2.089 km². Situat al sud-oest de l'estat, limita amb els municipis d'Amambai, Juti, Dourados, Fatima do Sul, i Laguna Carapá.
Caarapó va ser ocupada per gautxos, que es dedicaven a la ramaderia de bovins i la producció agrícola. Manoel Benites i Nazário de León van fundar el municipi el 20 de desembre de 1958.